# Tempestade de inverno
Tempestade de inverno é um termo meteorológico geral que refere-se a qualquer tipo de evento meteorológico severo que envolva neve, gelo ou granizo. Nos climas temperados continentais, tais tempestades não são necessariamente restritas ao inverno, mas podem ocorrer durante o outono ou raramente na primavera.

## Características gerais
- em geral, o fenômeno causa temperaturas baixas, muitas vezes abaixo de zero;
- são fenômenos que muitas vezes podem ser perigosos e representar risco de vida;
- em geral vem associada a ventos fortes;

## Tempestades de neve

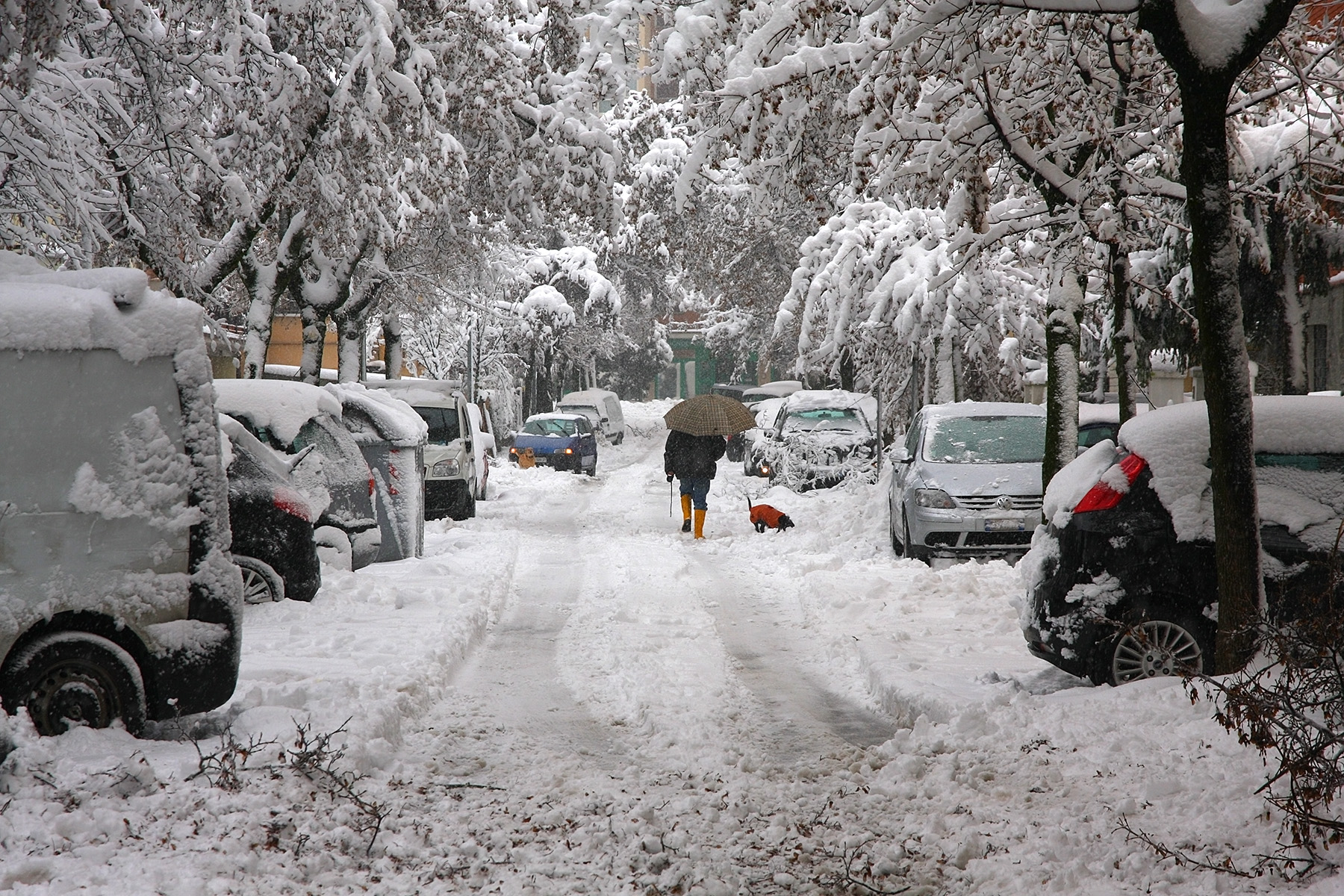
Nevasca em Modena, Itália

Tempestades de neve são tempestades onde há grandes quantidades de queda de neve. A neve nestas tempestade é menos densa e pode se acumular muito facilmente. Quando a tempestade de neve é massiva e generalizada, além de outras condições meteorológicas, é chamada de nevasca.

## Chuva congelada e tempestades de gelo

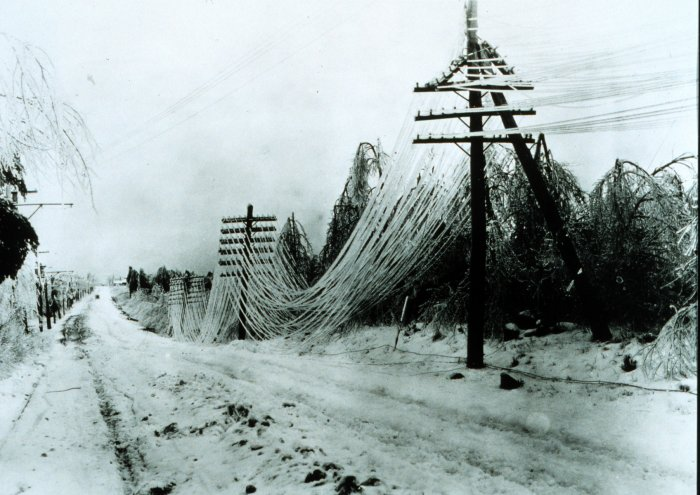
Gelo em linhas de transmissão, que pode fazer com que os mesmos curvem-se ou mesmo quebrem, resultando em interrupções no fornecimento de eletricidade

A chuva congelada é uma das mais perigosas tempestades de inverno. A chuva congelada ocorre quando a neve derrete ao encontrar uma camada mais quente de ar, mas entra em estado de sobrefusão, ou seja, a temperatura da gota de água cai para menos do que 0°C, mas a gota não se congela, entrando em sobrefusão. Quando a gota cai no solo ou encosta numa barreira, congela-se instantaneamente. A água em forma de gelo em linhas de transmissão de eletricidade, ou mesmo em árvores, pode representar um sério risco. As linhas de alta tensão podem se romper devido à grande quantidade de gelo, enquanto que as árvores podem cair. Quando a chuva congelada é massiva, é normalmente conhecida como tempestade de gelo.